# Slaget vid Ettak
Slaget vid Ettak  utkämpades mellan Magnus Ladulås' och Erik Klippings trupper påsken 1277 vid Ettak ca 22 km öster om Falköping i Västergötland. Den danska styrkan har slagit läger för kvällen vid Ettak vid ån Tidan och överraskades av svenska trupper när de åt kvällsmat och var oförberedda. Danskarna blev slagna, men en av danskarnas befälhavare, Bengt av Alsö,  lyckades fly.

## Bakgrund
År 1276 uppstod osämja mellan Magnus Ladulås och Erik Klipping. Erik hade tidigare hjälpt Magnus i upproret mot Magnus bror Valdemar Birgersson. Hjälpen värderades av Erik till 6000 mark silver (drygt 1000 kg silver). Magnus instämde i detta, men hävdade att det skulle göras avdrag för att Erik härjat Sverige under dennes återtåg. Osämjan utvecklades till 6000-markskriget när Magnus trupper gick in i Halland och Skåne. Erik svarade med att härja Småland och efter det att trupperna förstärkts av Bengt av Alsö och Palne Vit gick de in i Västergötland. Magnus avbröt sina plundringståg i Skåne efter att ha sammanstött med en dansk här ledd av marsken Uffo och marscherade genom Småland och Västergötland för att driva ut Erik Klipping ur Västergötland.

## Slaget vid Ettak
En svensk styrka bestående av 200 ryttare under ledning av Ulf Karlsson, Peder Porse och Offe Diver sökte de danska trupperna i Västergötland. En kväll vid påsken 1277 hade de tur. Den danska styrkan hade slagit läger vid Ettak och avspisade ett kvällsmål. Den svenska styrkan sprängde in i lägret med full kraft. De danska trupperna överrumplades och förvirringen var total. Bengt av Alsö lyckades fly, medan Palne Vit blev tagen till fånga. Han blev senare släppt tillsammans med andra danska krigsfångar efter att svurit sin riddared att han skulle inställa sig i Stegeborg om fred inte skulle vara sluten inom ett år.

## Utfall
Efter nederlaget samlade Erik Klippling en här och ryckte åter igen in i Västergötland. Gälakvist vid Skara stad och Axevalla hus intogs och Västergötland härjades. Eriks trupper drog sig tillbaka, eventuellt efter en förlust. Vid freden i Laholm vintern 1278 sattes skulden ned till 4000 mark silver.